# الدورادو دو سول
الدورادو دو سول (به پرتغالی: Eldorado do Sul) یک منطقهٔ مسکونی در برزیل است که در ریو گرانده جنوبی واقع شده‌است. الدورادو دو سول ۴۱٬۹۰۲ نفر جمعیت دارد.